# 白銀林道
白銀林道（しろがねりんどう）は、神奈川県小田原市から足柄下郡湯河原町に至る延長約26.731km（キロメートル）の林道である。読み方である「しろがね」は22km地点付近にある「白銀橋」にかな表記の「しろがねはし」の銘板が付けられており、そのように呼ばれている。途中に真鶴半島が良く見える星ヶ山公園があり、舗装・未舗装路の混在する道路が続いている。原則的に一般車両は通行止めとなっている。

## 概要
- 起点：小田原市湯本（小田原湯本カントリークラブ隣接交差点-神奈川県道732号湯本元箱根線（旧東海道）接続・台の茶屋バス停に接続）
- 終点：足柄下郡湯河原町（城山隧道-神奈川県道75号湯河原箱根仙石原線（椿ライン）・しとどの窟バス停に接続）
- 速度：20km/h以下
- 重量：20t以下
- その他交通規制：台風・集中豪雨・地震・積雪路面凍結時と夜間の通行禁止

## 見どころ
- 椿台（かながわの景勝50選）

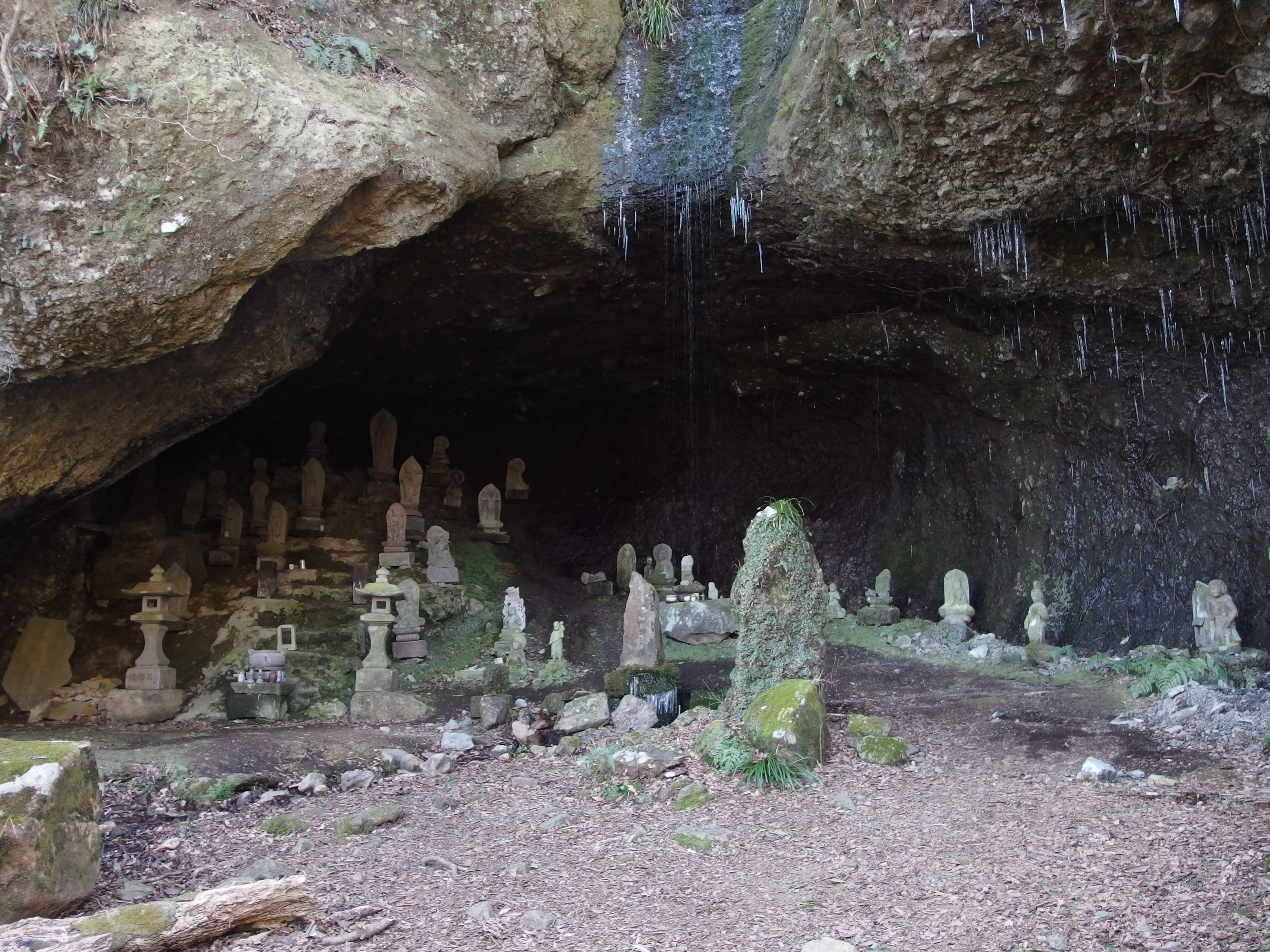
しとどの窟（土肥椙山の巌窟（伝源頼朝隠潜地））
- 白銀ハイキングコース
- 南郷山
- 星ヶ山公園
- 小田原城カントリークラブ
- 小田原湯本カントリークラブ

- しとどの窟